# Sällöss
Sällöss (Echinophthiriidae) är en familj av insekter. Sällöss ingår i ordningen djurlöss, klassen egentliga insekter, fylumet leddjur och riket djur. Enligt Catalogue of Life omfattar familjen Echinophthiriidae 12 arter. 
Denna familj av blodsugande löss parasiterar på sälar och nordamerikanska floduttrar och är de enda insekter som infekterar vattenlevande värdar.
Släkten enligt Catalogue of Life och Dyntaxa:
- Antarctophthirus
- Echinophthirius
- Latagophthirus
- Lepidophthirus
- Proechinophthirus